# Chlebnice
Chlebnice é um município da Eslováquia, situado no distrito de Dolný Kubín, na região de Žilina. Tem 25,27 km² de área e sua população em 2018 foi estimada em 1.618 habitantes.

## Demografia
| Ano:        | 1994 | 2004   | 2014   | 2024   |
| ----------- | ---- | ------ | ------ | ------ |
| Broj ljudi: | 1479 | 1598   | 1612   | 1619   |
| Razlika:    |      | +8,04% | +0,87% | +0,43% |

| Ano:               | 2023 | 2024   |
| ------------------ | ---- | ------ |
| Número de pessoas: | 1622 | 1619   |
| Diferença:         |      | -0,18% |